# Chestiunea germană
Chestiunea germană sau chestiunea Germaniei (în germană Deutsche Frage sau Deutschlandfrage) este denumirea complexului de probleme al unității germane, mereu reapărut sub forme diferite și neclarificate în istoria europeană între 1806 și 1990. Centrul problemei e constituit de granițele și de orânduirea teritorială a Germaniei. Prin Reunificarea Germaniei din 1990, chestiunea germană a fost clarificată, lucru oglindit în particular de faptul că, astăzi, Germania este reprezentată în organizații precum ONU și Uniunea Europeană cu aceleași drepturi ca celelalte state.

## Legături externe
- en Maps of German and European revolutions of 1848-49 and German unification (omniatlas.com)